# North East (Pensilvania)
North East es un borough ubicado en el condado de Erie, Pensilvania, Estados Unidos. Según el censo de 2020, tiene una población de 4106 habitantes.

## Geografía
Está ubicado en las coordenadas 42°12′48″N 79°50′0″O / 42.21333, -79.83333 (42.213367, -79.833351).

## Demografía
Según la Oficina del Censo, en 2000 los ingresos medios de los hogares de la localidad eran de $36,431 y los ingresos medios de las familias eran de $43,250. Los hombres tenían unos ingresos medios de $33,939 frente a $21,921 para las mujeres. Los ingresos per cápita eran de $16,132. Alrededor del 13.6% de la población estaba por debajo del umbral de pobreza.
De acuerdo con la estimación 2016-2020 de la Oficina del Censo, los ingresos medios de los hogares de la localidad son de $54,888 y los ingresos medios de las familias eran de $61,603. Alrededor del 18.2% de la población está por debajo del umbral de pobreza.